# Bahnhof Cardiff Central

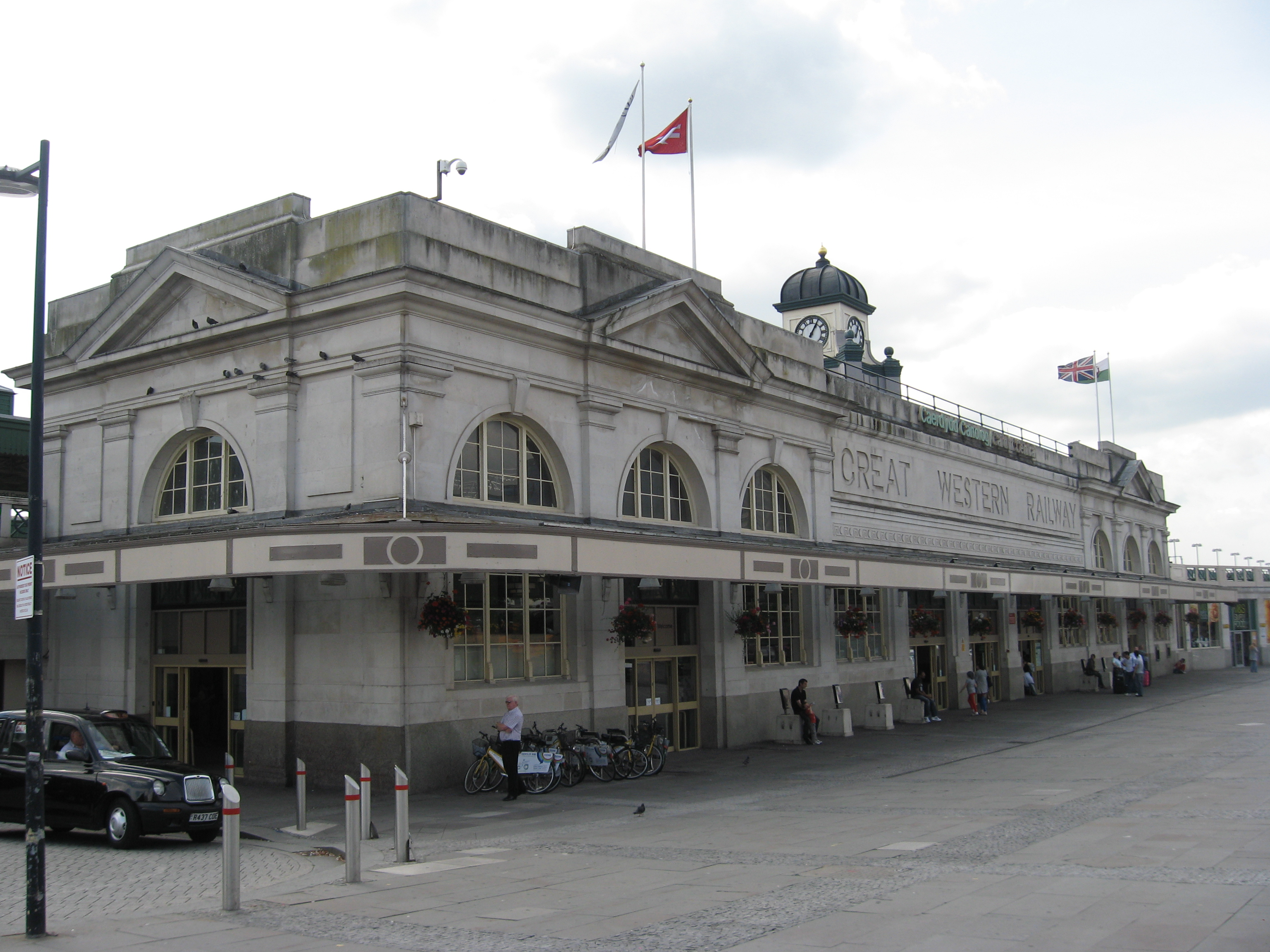
Cardiff Central

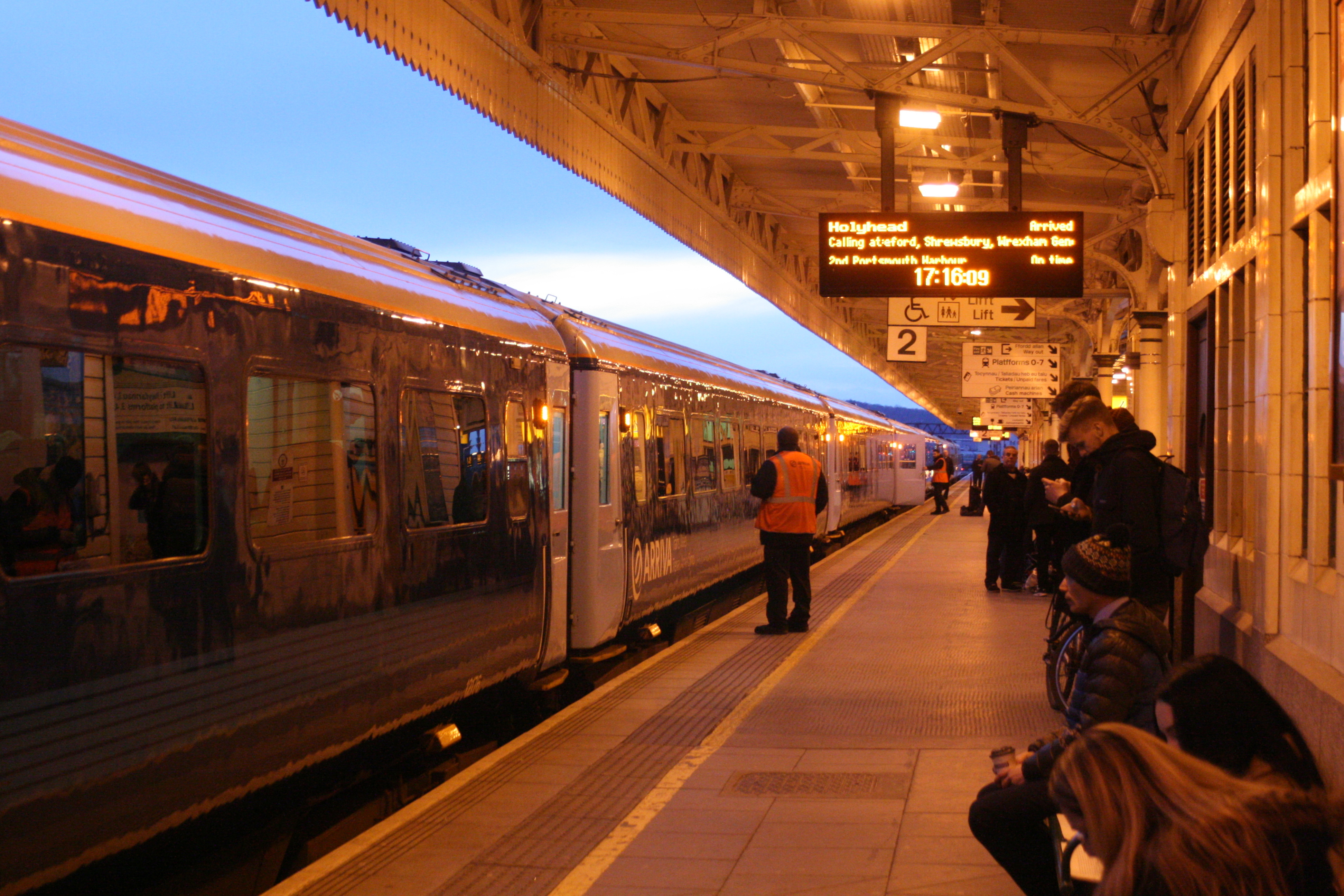
Cardiff Central

Der Bahnhof Cardiff Central/Caerdydd Canolog (früher Cardiff General/Caerdydd Cyffredinol) ist der wichtigste und größte Bahnhof der walisischen Hauptstadt Cardiff (walisisch Caerdydd) und befindet sich auf der South Wales Main Line.
Der Bahnhof befindet sich in unmittelbarer Nähe des Millennium Stadium in der Innenstadt am Cardiff Central Square und ist einer von 20 Bahnhöfen in der Stadt. Der nächstgelegene und ein weiterer wichtiger Bahnhof ist Cardiff Queen Street/Caerdydd Heol y Frenhines.
Der Bahnhof ist der größte in Wales und auch im gesamtbritischen Eisenbahnnetz wichtig. Der Bahnhof rangierte auf dem elften Platz im Vereinigten Königreich außerhalb Londons und belegte den 29. Rang landesweit, gemessen am Passagieraufkommen im Betriebsjahr 2009/2010. Im Betriebsjahr 2015/2016 wurde der Bahnhof von 12,5 Millionen Passagieren genutzt.

## Geschichte
Das unter Denkmalschutz stehende Bahnhofsgebäude wurde am 18. Juni 1850 eröffnet und wird heute von Arriva Trains Wales betrieben. Der Bahnhof verfügt über acht Gleise (0, 1–4, 6–8) an fünf Bahnsteigen.
Durch die Elektrifizierung der Bahnstrecken Great Western Main Line und South Wales Main Line ist der Bahnhof seit 2020 mit einer 25KV Oberleitung elektrifiziert. Der Fernverkehr von London Paddington erfolgt seit Juni 2020 elektrisch. Die geplante weitere Elektrifizierung bis Swansea wurde nach erheblichen Kostensteigerungen zunächst auf unbestimmte Zeit verschoben (Stand Januar 2022). Bimodale Züge des Herstellers Hitachi (Class 800) mit zusätzlichen Dieselmotoren zur Stromerzeugung gestatten durchgehenden Fernverkehr ab London.

## Bahngesellschaften und Ziele
Der Bahnhof verbindet die im Südwesten der Insel gelegene Stadt mit anderen Städten und Regionen Großbritanniens. Transport for Wales/Trafnidiaeth Cymru betreibt das Vorortbahnnetz der Valley Lines nach Aberdare, Merthyr Tydfil, Rhymney, Ebbw Vale und Maesteg, Barry und Penarth, sowie weitere walisische Regionalzüge Richtung Bridgend, Swansea, Llanelli, Carmarthen, Fishguard, Newport, Cheltenham, Shrewsbury, Manchester, Wrexham, Chester, Llandudno und Holyhead. Great Western Railway betreibt Fernzüge nach Bristol, London Paddington, sowie regionale Züge nach Bath, Taunton, Southampton und Portsmouth. CrossCountry betreibt Züge von Cardiff nach Gloucester, Birmingham, Nottingham.